# Пасичник, Анатолий Сергеевич
Анатолий Сергеевич Пасичник (род. 25 мая 1983, Убинское, Новосибирская область) — российский кинорежиссёр, продюсер, композитор, сценарист, писатель, музыкант, актёр, лауреат международных кинофестивалей.

## Биография
Родился в селе Убинское, в семье Сергея и Натальи Пасичник. Окончил Новосибирский государственный медицинский университет в 2006 году.
Свои первые стихи, песни и рассказы начал писать ещё в школьном возрасте. Его первые стихи печатали в местной газете. К девятому классу почувствовал тягу к музыке. Свои первые уроки игры на гитаре получил у своего отца и у учителя литературы Дохина Гильфана. После окончания университета вернулся в родное село, где работал хирургом в центральной районной больнице в течение пяти лет. Около года работал моряком на рыболовецком судне РТМС в Приморском крае.
В 2011 году уехал в Владивосток, где год работал судовым врачом. За год написал свои первые книги: «Долгая дорога домой», «Зловещий лес», «Когда мертвые оживают».
Также за этот период прочёл более 60 книг по кинорежиссуре, актёрскому мастерству и продюсированию.
В 2012 году перебрался в Новосибирск и решил попробовать себя в киноиндустрии, сняв свой первый короткометражный фильм «Воспоминания» в 2013 году. Фильм очень впечатлил друзей Анатолия, и они согласились помочь ему снять полнометражный художественный фильм Долгая дорога домой по его первому роману.
Съёмки стартовали в 2014 году. Съёмочный период составил 27 дней. При создании музыки к фильму Анатолий сотрудничал с Артуром Беркутом, которого сценарий фильма заинтересовал, и он решил принять участие в проекте. Фильм был готов в 2017 году и декабре того же года получил прокатное удостоверение в Министерстве культуры Российской Федерации. Дебютный полнометражный фильм принял участие более чем в 28 международных кинофестивалях по всему миру, получив на них несколько призов.

## Музыка
Первые уроки игры на гитаре Анатолий получил у отца в девятом классе. Позднее бывший учитель музыки Гильфан Дохинтакже помог в освоении данного инструмента. После чего возник интерес к написанию не только стихов, но и собственных песен. Все годы студенческой жизни Анатолий активно играл на гитаре и писал новые тексты, исполняя их для узкого круга друзей.
После института Анатолий приехал в Новосибирскую область, чтобы работать хирургом в районной больнице. В этот период его брат Дмитрий основывает первую в районе Рок-группу в 2007 году. Коллектив начал свое существование с исполнения кавер-версий песен таких групп как «Ария», «Europe», «ДДТ». Впоследствии участники музыкального коллектива уже писали и исполняли свой материал. Брат пригласил Анатолия в свою группу для игры на синтезаторе. Музыкальной грамоты Анатолий не знал, и приходилось осваивать клавишные, исключительно полагаясь на свой слух. В таком составе они гастролировали по Новосибирской области с 2007 по 2008 год. Анатолию более близка была игра на гитаре и тексты песен с более мрачным содержанием, поэтому по этим причинам у них с братом возникли разногласия и Анатолий покинул группу, дав последний совместный концерт в честь годовалого существования группы в августе 2008 года.
После чего Анатолий приступил к наработке своего материала с бас-гитаристом Юрием Боровскими барабанщиком Алексеем Здражевским. Примечательно то, что музыканты создали данный проект просто ради развлечения, а не с целью дальнейшего продвижения, а тем более не для заработка денег. В данном составе коллектив выступил всего 2 раза в силу занятости каждого из участников проекта. После этого Анатолий записал в домашней студии звукозаписи три компакт-диска, которые вышли в 2010-м, в 2011-м и в 2013-м годах соответственно и содержали в общей сложности 23 музыкальных композиции. Все партии музыкальных инструментов Анатолий придумал и записал сам, не прибегая к посторонней помощи (тексты песен, ритм-гитара, соло-гитара, бас-гитара, барабаны, клавишные, звукозапись, сведение и мастеринг композиций). Причем автор не имел до этого никакого опыта по звукозаписи и сведению музыки.
После данного опыта Анатолий вернулся к музыке лишь в 2017 году для написания саундтрека к полнометражному фильму «Долгая дорога домой». На международном кинофестивали «X-FILMFEST — North Caucasian Film Festival» в 2020 году саундтрек одержал победу в номинации «Лучший саундтрек полнометражного фильма».
В 2022 году Анатолий переделал некоторые свои прежние музыкальные композиции, провел их ремастеринг и выпустил полноценный компакт-диск «Воспоминания» в который вошли 10 треков.

## Дискография
- 2017 — «Долгая дорога домой» - Original Motion Picture Soundtrack
- 2022 — «Воспоминания»

## Фильмография
| Год  | Фильм               |                      | Режиссёр  | Сценарист | Продюсер  | Композитор | Монтаж    | Актёр     |
| ---- | ------------------- | -------------------- | --------- | --------- | --------- | ---------- | --------- | --------- |
| 2013 | Воспоминания        | Короткометражка      | зелёная ✓ | зелёная ✓ | зелёная ✓ | зелёная ✓  | зелёная ✓ | зелёная ✓ |
| 2017 | Долгая дорога домой | Полнометражный фильм | зелёная ✓ | зелёная ✓ | зелёная ✓ | зелёная ✓  | зелёная ✓ | зелёная ✓ |

## Награды и номинации
| Год  | Мероприятие                                             | Категория                                                               | Результат |
| ---- | ------------------------------------------------------- | ----------------------------------------------------------------------- | --------- |
| 2018 | Кинофестиваль «France Independent Film Festival»        | Номинация «Лучший полнометражный фильм» за фильм «Долгая дорога домой». | Победа 🏆 |
| 2020 | Кинофестиваль «Life Style Cinema»                       | Номинация «Лучший полнометражный фильм» за фильм «Долгая дорога домой». | Победа 🏆 |
| 2020 | Кинофестиваль «SKEY-CINEMA International Film Festival» | Номинация «Лучший сценарий» за фильм «Долгая дорога домой».             | Победа 🏆 |
| 2020 | Кинофестиваль «X-FILMFEST — North Caucasian FF»         | Номинация «Лучший саундтрек» за фильм «Долгая дорога домой».            | Победа 🏆 |
| 2021 | Кинофестиваль «WHITE NIGHTS Film Festival»              | Номинация «Лучший режиссёр» за фильм «Долгая дорога домой».             | Победа 🏆 |
| 2021 | Кинофестиваль «Votkinsk International Film Festival»    | Номинация «Приз зрительских симпатий» за фильм «Долгая дорога домой».   | Победа 🏆 |
| 2021 | Кинофестиваль «Nadym International Film Festival»       | Номинация «Лучший режиссёр» за фильм «Долгая дорога домой».             | Победа 🏆 |
| 2021 | Кинофестиваль «Maykop International Film Festival»      | Номинация «Специальный приз жюри» за фильм «Долгая дорога домой».       | Победа 🏆 |

## Интересные факты
- Окончил Новосибирский государственный медицинский университет в 2006 году.
- Играет на нескольких музыкальных инструментах. Пишет музыку и песни хотя не имеет никакого музыкального образования.
- Пять лет работал хирургом в Центральной районной больнице.
- Около года работал моряком на рыболовецком судне РТМС в Приморском крае.